# Pilocamptus pilosus
Pilocamptus pilosus is een eenoogkreeftjessoort uit de familie van de Canthocamptidae. De wetenschappelijke naam van de soort is voor het eerst geldig gepubliceerd in 1910 door Douwe.